# 2827 Велламо
2827 Велламо (2827 Vellamo) — астероїд головного поясу, відкритий 11 лютого 1942 року.
Тіссеранів параметр щодо Юпітера — 3,570.